# 周世忠
周世忠（1918年7月6日—1992年10月9日），原名周诗忠，乳名海清，湖北省黄安县（今红安县）二程镇周家院子村人，中国人民解放军少将。
早年参加中国工农红军，任红二十五军75师224团团部司号长，随部参加长征。抗日战争期间，担任八路军115师344旅687团一营营长。1941年，改任新四军第四师抗大第四分校队长；次年改任第四师11旅32团副团长。1942年，担任11旅副参谋长兼二分区参谋长。第二次国共内战期间，担任淮北军区九纵73团团长。1947年，任华东野战军二纵教导团政委、第四师副师长。1949年，升任第三野战军第七兵团第21军第62师政委。1950年，升任中国人民解放军第21军参谋长；后授少将军衔。1959年，任福州军区参谋长。1968年，任福州军区副司令员。1975年，改任武汉军区副司令员；1982年，任武汉军区司令员。1987年，任中顾委委员。1992年逝世于北京。